# Rhea (geslacht)
Rhea, ook bekend als nandoe (Spaans: ñandú [ɲanˈdu], of ema in het Portugees), is een geslacht van grote loopvogels die leven in Zuid-Amerika. Het geslacht telt twee soorten.
De naam is in 1752 door Paul Mohring gegeven. Het is niet bekend waarom hij deze naam, afkomstig van Rhea uit de klassieke mythologie, heeft gekozen.

## Taxonomie
- Rhea americana – Nandoe
- Rhea pennata – Darwins nandoe